# Antonio Idiáquez Manrique
Antonio Idiáquez Manrique (c. 1579 – 17 de novembro de 1615) foi um prelado católico romano que serviu como bispo de Segóvia de 1613 a 1615 e bispo de Ciudad Rodrigo de 1610 a 1613.

## Biografia
Antonio Idiáquez Manrique nasceu em 1579 em Madrid, Espanha. A 26 de Maio de 1610, foi nomeado durante o papado de Paulo V como Bispo de Ciudad Rodrigo. Em 1610, foi consagrado bispo por Bernardo Sandoval Rojas, Arcebispo de Toledo. No dia 4 de Fevereiro de 1613, foi nomeado durante o papado de Paulo V como Bispo de Segóvia, onde serviu até à sua morte em 17 de Novembro de 1615.